# Chatham (Virginia)
Chatham es una localidad del Condado de Pittsylvania, Virginia, Estados Unidos. Según el censo de 2000 tenía una población de 1.338 habitantes y una densidad de población de 253.2 hab/km².

## Demografía
Según el censo de 2000, había 1.338 personas, 554 hogares y 350 familias residiendo en la localidad. La densidad de población era de 253,2 hab./km². Había 612 viviendas con una densidad media de 115,8 viviendas/km². El 71,52% de los habitantes eran blancos, el 26,08% afroamericanos, el 0,60% amerindios, el 0,52% de otras razas y el 1,27% pertenecía a dos o más razas. El 0,60% de la población eran hispanos o latinos de cualquier raza.
Según el censo, de los 554 hogares en el 21,7% había menores de 18 años, el 49,8% pertenecía a parejas casadas, el 10,6% tenía a una mujer como cabeza de familia y el 36,8% no eran familias. El 35,6% de los hogares estaba compuesto por un único individuo y el 17,1% pertenecía a alguien mayor de 65 años viviendo solo. El tamaño promedio de los hogares era de 2,22 personas y el de las familias de 2,87.
La población estaba distribuida en un 19,6% de habitantes menores de 18 años, un 6,2% entre 18 y 24 años, un 26,8% de 25 a 44, un 26,7% de 45 a 64 y un 20,8% de 65 años o mayores. La media de edad era 43 años. Por cada 100 mujeres había 100,0 hombres. Por cada 100 mujeres de 18 años o más, había 100,7 hombres.
Los ingresos medios por hogar en la localidad eran de 38.938 dólares ($) y los ingresos medios por familia eran 50.391 $. Los hombres tenían unos ingresos medios de 29.375 $ frente a los 23.472 $ para las mujeres. La renta per cápita para la ciudad era de 20.785 $. El 12,3% de la población y el 6,3% de las familias estaban por debajo del umbral de pobreza. El 16,4% de los menores de 18 años y el 17,0% de los habitantes de 65 años o más vivían por debajo del umbral de pobreza.

## Geografía
Según la Oficina del Censo de los Estados Unidos, la localidad tiene un área total de 5,3 km², todos ellos correspondientes a tierra firme.